# Petite artère palatine
Les petites artères palatines sont des artères systémiques paires de la tête. Elles vascularisent les amygdales palatines et le palais mou.

## Origine
Les petites artères palatines sont les branches terminales postérieures de l'artère palatine descendante. Elle naissent avec l'artère grande palatine dans le canal grand palatin.

## Trajet
Les petites artères palatines sortent du canal grand palatin par le petit foramen palatin. Puis elles s'anastomosent avec l'artère pharyngienne ascendante et donnent des branches amygdaliennes pour vasculariser les amygdales palatines. Elles donnent également des branches muqueuses qui vascularisent le palais mou et le palais dur.